# Uva di Troia
L'uva di Troia è un vitigno a bacca nera autoctono pugliese. Prende anche il nome di "Nero di Troia" data la sua alta carica polifenolica che conferisce un colore rubino intenso che, a volte, può sembrare "nero".

## Storia

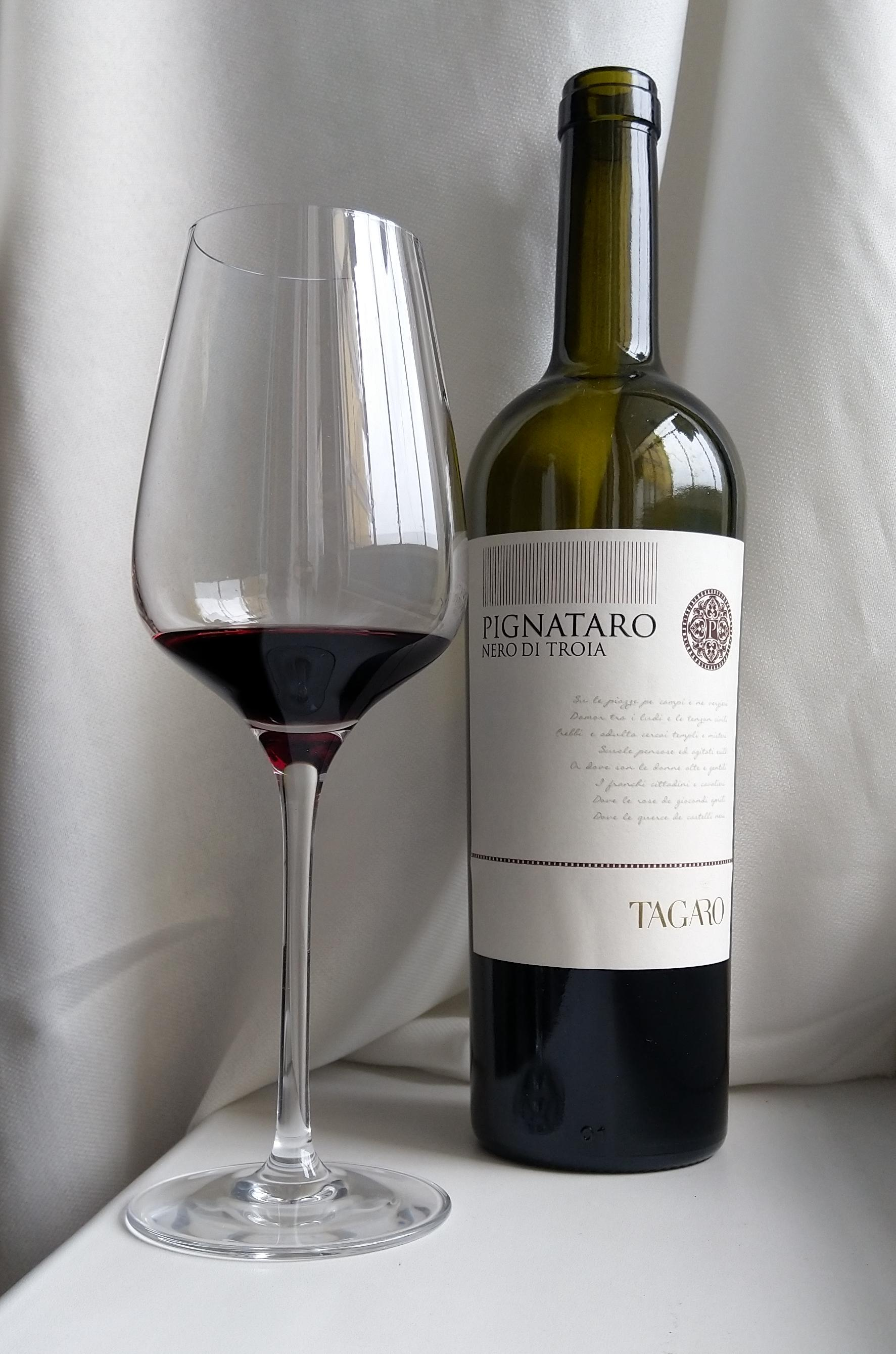
Bottiglia e bicchiere di Nero di Troia

Le origini del vitigno non sono certe, mentre certo è il legame con la città di Troia.
La leggenda vuole che Diomede sia sbarcato sulle rive del Gargano portando dei tralci di vite - la quale ha trovato qui il suo habitat naturale - a Federico II di Svevia che amava degustare il “corposo vino di Troia”. L'eroe arrivò fino ai marchesi D'Avalos che, acquistata la città nel 1533 e notata l'assoluta qualità ed attitudine dei terreni circostanti, incrementarono notevolmente le coltivazioni di quest'uva.
Una serie di carestie, ed una notevole richiesta di olio, spinsero i contadini a ridurre drasticamente le coltivazioni di questa vite, già di per sé poco produttiva, sostituendole soprattutto con uliveti. Al contrario, il vitigno ebbe una larghissima diffusione verso sud, precisamente nella provincia di Barletta-Andria-Trani.
È stato per lungo tempo un vitigno relegato ad un ruolo secondario, quello di rafforzare con i suoi notevoli corpo e colore i vini più deboli. Solo in tempi recenti inizia a ricevere i giusti riconoscimenti, perché si è dimostrato che vinificandolo in purezza si ottengono vini di assoluto pregio.
Il vino che si ottiene da essa al termine dell'affinamento presenta un bel colore rosso rubino intenso giustamente tannico; austero, dal gusto speziato anche senza passaggio in barrique, con sentori di more e liquirizia.
Oggi questo vitigno viene coltivato in due sottospecie: "Uva di Troia" a grappolo più grande e tozzo, e "Summarrello", con un grappolo cilindrico più piccolo ed inserrato ed acini piccoli, quest'utltimo prodotto in quantità limitate nella solo città di Troia e nelle zone limitrofe.

## Zona di coltivazione
Anche se il nome lascia immaginare una sua provenienza dalla città di Troia, in provincia di Foggia, il vitigno è per lo più coltivato nei pressi di Castel del Monte, lungo la zona litoranea pugliese della provincia di Barletta-Andria-Trani e nella parte settentrionale della provincia di Bari. A causa di questa diffusione, l'Uva di Troia è anche detta Nero di Troia, Uva di Canosa, Vitigno di Barletta, Uva di Barletta, Troiano, Tranese, Uva della Marina.